# 白承福
白承福（？—946年），唐末、五代十国吐谷浑首领。吐谷浑部首领、蔚州刺史白义诚后裔。
后唐同光元年（923年），白承福因随唐庄宗李存勖征战有功，被庄宗赠其部于中山北门（今河北蔚县南）为栅，号称宁朔、奉化两府，任为节度使，赐姓名为李绍鲁。后来不断向后唐进贡马匹，以羊马入市贸易。后唐多次对他加官进爵，加以笼络。清泰三年（936年）后晋割燕云十六州给契丹，其部为契丹役属。后晋天福五年（940年）率部返归后晋，天福六年（941年）为石敬瑭派军驱出。又再来归附，归属河东节度使刘知远。安置在太原东北和岚州、石州之间，担任大同军节度使，属下精骑被刘知远所用，不时遣使献驼、马，帮助后晋抗契丹。开运元年（944年）随刘知远抵御契丹。开运二年（945年）部下多次违犯军令，害怕刘知远严责，属下白可久叛逃契丹。刘知远以此为借口，在开运三年（946年）诱杀白承福五族四百余人，取得资财巨万，良马数千。